# Quédate a mi lado
Stepmom (titulada Quédate a mi lado en español) es una película estadounidense de comedia-drama, dirigida por Chris Columbus y estrenada en 1998. Las protagonistas son Julia Roberts y Susan Sarandon.

## Trama
Isabel es una joven fotógrafa de moda que piensa solo en su carrera pero debe ocuparse de los hijos de su novio y compañero Luke: su hija Anna de doce años y su hijo Ben de siete.
Isabel intenta que los hijos de él se encuentren cómodamente junto a ella, pero no lo consigue, más con Ben que con Anna. A esto también se le añaden las continuas disputas entre ella y Jackie, la madre biológica, que considera que es superior en todo. Ella le reprocha todo ya que cree que Isabel es la culpable de haberle robado su matrimonio, pero cada vez Jackie se encuentra más débil a causa de un tumor que tiene y no puede atender a todas las cosas que requieren sus hijos, por lo tanto, Isabel se tiene que ocupar más de los niños y a consecuencia de esto pierde su trabajo. Al final las dos están condenadas a entenderse y van encontrando un equilibrio hasta que al final se hacen amigas, Jackie sabe que va a morir de cáncer y decide explicarle un poco el pasado de sus hijos, ya que ella se hará cargo de su futuro.

## Personajes
| Actor              | Rol                          |
| ------------------ | ---------------------------- |
| Julia Roberts      | Isabel Kelly                 |
| Susan Sarandon     | Jacqueline "Jackie" Harrison |
| Ed Harris          | Luke Harrison                |
| Jena Malone        | Anna Harrison                |
| Liam Aiken         | Ben Harrison                 |
| Lynn Whitfield     | Dr. Sweikert                 |
| Darrell Larson     | Duncan Samuels               |
| Mary Louise Wilson | Sra. Franklin                |

## Banda sonora
La banda sonora de la película fue publicada el 12 de agosto de 1998 por el sello discográfico Sony Classical.

| N.º | Título                          | Artist                                  | Duración |  |
| 1.  | «Always and Always»             | John Williams                           | 3:41     |  |
| 2.  | «The Days Between»              | John Williams con Christopher Parkening | 6:27     |  |
| 3.  | «Time Spins Its Web»            | John Williams                           | 2:19     |  |
| 4.  | «The Soccer Game»               | John Williams                           | 4:27     |  |
| 5.  | «A Christmas Quilt»             | John Williams                           | 3:56     |  |
| 6.  | «Isabel's Horse y Buggy»        | John Williams                           | 1:28     |  |
| 7.  | «Taking Pictures»               | John Williams con Christopher Parkening | 3:12     |  |
| 8.  | «One Snowy Night»               | John Williams                           | 5:33     |  |
| 9.  | «Ben's Antics»                  | John Williams                           | 3:04     |  |
| 10. | «Isabel's Picture Gallery»      | John Williams                           | 3:44     |  |
| 11. | «Jackie and Isabel»             | John Williams con Christopher Parkening | 2:59     |  |
| 12. | «Jackie's Secret»               | John Williams                           | 3:32     |  |
| 13. | «Bonding»                       | John Williams                           | 3:55     |  |
| 14. | «Ain't No Mountain High Enough» | Marvin Gaye con Tammi Terrell           | 2:29     |  |
| 15. | «End Credits»                   | John Williams                           | 6:16     |  |

## Curiosidades
- La película está dedicada a la memoria de Irene Columbus (la madre del director Chris Columbus), quien en el año anterior a la película murió de cáncer.
- La hija del director Chris Columbus, Eleanor, aparece como la niña pequeña de las clases de ballet, pero no sale en los créditos.
- La canción que canta Isabel a Ben en el hospital es «If I needed you», que fue publicada por Lyle Lovett (exesposo de Julia Roberts) en su álbum Step inside this house (de 1998).
- «Ain't no mountain high enough», canción incluida en la banda sonora de la película, es una colaboración de Marvin Gaye y Tammi Terrell, quien falleció en 1970 a causa de un tumor cerebral.